# David Cage

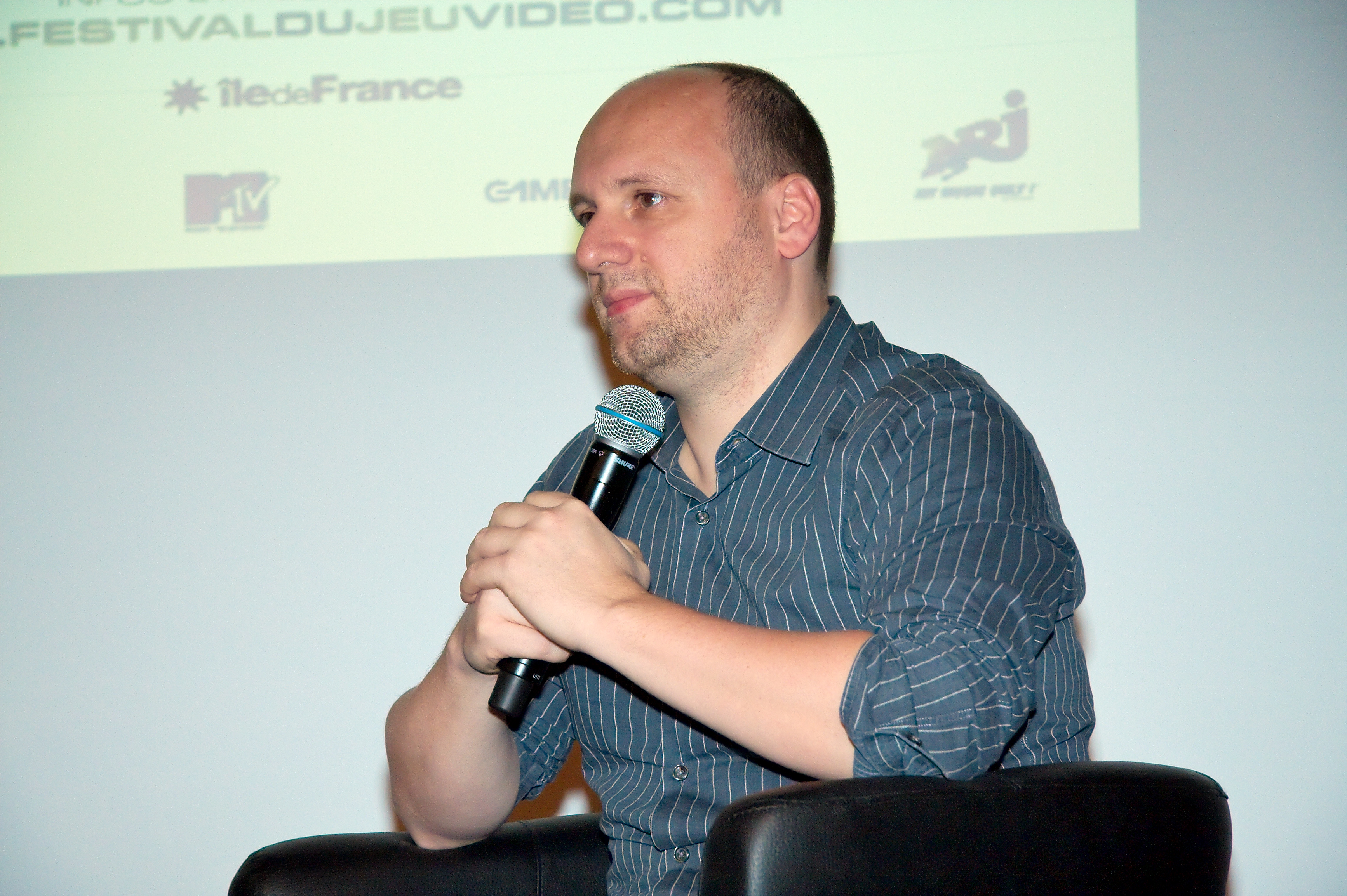
David Cage (2008)

David De Gruttola (* 9. Juni 1969 in Mülhausen), besser bekannt unter seinem Pseudonym David Cage, ist ein französischer Musiker und Videospieldesigner. Er ist der Leiter des Videospiel-Entwickler-Studios Quantic Dream.

## Wirken
Cage vereint die meisten führenden Rollen des Unternehmens in sich und ist verantwortlich für die Entwicklung von Spielen. Er ist Gründer, Vorstandsvorsitzender, Chief Financial Officer, Regisseur, Spieldesigner, Drehbuchautor, Projektleiter und Weiteres. Als ein professioneller Musiker hat er die Firma Totem Interactive 1993 gegründet, die in den Bereichen Musik- und Sound-Produktion arbeitet. Er arbeitete als freier Mitarbeiter in vielen Fernseh-, Film- und Videospielproduktionen mit und ist an diversen Soundtracks beteiligt.
Seine frühere Arbeit (unter dem Namen De Gruttola) beinhaltet die Musik in Videospielen. Er war beteiligt an dem Soundtrack von Videospielen wie Cheese Cat-Astrophe Starring Speedy Gonzales (1995), Timecop (1995) und Hardline (1997).
David Cage gründete Quantic Dream 1997 und war verantwortlicher Leiter bei der Entwicklung der fünf Spiele, die das Studio bisher veröffentlicht hat: The Nomad Soul (1999), Fahrenheit (2005), Heavy Rain (2010), Beyond: Two Souls (2013) und Detroit: Become Human (2018).